# Ptychodactis
Ptychodactis is een geslacht van neteldieren uit de klasse van de Anthozoa (bloemdieren).

## Soorten
- Ptychodactis aleutiensis Eash-Loucks, Jewett, Fautin, Hoberg & Chenelot, 2010
- Ptychodactis patula Appellöf, 1893